# Eutanyderus wilsoni
Eutanyderus wilsoni är en tvåvingeart som beskrevs av Alexander 1928. Eutanyderus wilsoni ingår i släktet Eutanyderus och familjen Tanyderidae. Inga underarter finns listade i Catalogue of Life.